# 19466 Darcydiegel
19466 Darcydiegel è un asteroide della fascia principale. Scoperto nel 1998, presenta un'orbita caratterizzata da un semiasse maggiore pari a 2,7431925 UA e da un'eccentricità di 0,0317837, inclinata di 6,36594° rispetto all'eclittica.